# Ministerie van Eredienst
Het ministerie van Eredienst is een voormalig Nederlands ministerie tussen 1806 en 1862 en in 1868 dat gericht was op religieuze zaken. Vanaf 1815 was het ministerie gesplitst in een Ministerie van Zaken van de Hervormde en andere Erediensten, behalve die der rooms-katholieke en een Ministerie van Zaken der Rooms-Katholieke Eredienst. Deze taken waren ook periodes ondergebracht bij andere ministeries.

## Aanleiding en instelling
In 1798 was onder de Bataafse Republiek in de staatsregeling de godsdienstvrijheid verruimd door naast de individuele vrijheid ook die van eredienst, belijden en organisatie voor iedereen te waarborgen. Processies en het dragen van religieuze gewaden en symbolen bleef wel verboden. In de regelingen van 1801 en 1805 werd de formulering echter weer afgezwakt. Met het aantreden van de Regering onder Lodewijk Napoleon in 1806 werd de godsdienstvrijheid beperkt en afhankelijk gemaakt van het staatshoofd als wetgever. Individuele godsdienstvrijheid bleef er wel, maar de organisatievrijheid werd sterk beperkt. Hiermee kwam er een directe afhankelijkheid tussen kerk en staat. Ook werd het ministerie van Eredienst ingesteld.

## Koninkrijk Holland en Franse inlijving
Het ministerie had onder Lodewijk Napoleon grote bevoegdheden en er kwam toezicht op godsdienstige beginselen. Door de inlijving van het Koninkrijk Holland bij Frankrijk in 1811 kwam er van een uitgebreid reglement niet veel terecht. Napoleon had daar in 1802 een wet ingevoerd, de Loi relative à l’Organisation des Cultes du 18 Germinal an X die de godsdienst in handen van de regering legde en had daar nog 75 organisatorische artikels aan toegevoegd die vooral de Rooms-Katholieke Kerk verder beperkte. De inrichting van zowel de Lutherse Kerk als de Gereformeerde Kerk werd ook in deze wet geregeld. Deze wet werd ook van kracht na de inlijving (in 1810 voor de Zuidelijke Nederlanden en in 1811 voor de rest van de Nederlanden). Het ministerie werd ingevoegd bij binnenlandse zaken.

## Koninkrijk der Nederlanden
Met de proclamatie van Willem I der Nederlanden als soeverein vorst in 1813 en de Grondwet van 1814 bleef de Franse wetgeving grotendeels intact. Wel kregen alle gezindten gelijke bescherming, maar om het protestantse karakter te bewaren moest de vorst wel de Christelijk Hervormde Godsdienst zijn toegedaan. Willem I wilde de katholieken en oud-katholieken verenigen en zo los mogelijk van het Vaticaan maken. Het ministerie werd heropgericht en gesplitst in een rooms-katholiek ministerie en een ministerie voor de hervormde en overige zaken. Minister van justitie Cornelis Felix van Maanen was belast met de handhaving van de, nog grotendeels Franse, wetgeving. De Gentse bisschop De Broglie was een van de eersten die zich hiertegen verzette en hij werd vervolgd door Van Maanen. Hierna volgde nog veel van dergelijke zaken waarbij ook de oproerwet geregeld gebruikt werd. De afscheiding van 1834 was een belangrijke zaak waarmee het ministerie gemoeid was. Het beleid was om de Hervormde Kerk zo veel mogelijk intact te houden en daarmee de godsdienst zo veel mogelijk bij de staat te houden.

## Taken
Het ministerie was ook belast met het ambtelijk en financieel ondersteunen van het bouwen van kerkgebouwen en stelde hier ook eisen aan. Ook de naamgeving werd door het ministerie getoetst. Het ministerie was ook verantwoordelijk voor het aanstellen van leraren voor de geestelijke opleidingen en de inhoud van de opleidingsprogramma's.

## Opheffing en voortzetting
In 1849 verdwenen beide ministeries onder het kabinet-Thorbecke I en werden als departement ondergebracht bij de ministeries van buitenlandse zaken (katholieke eredienst) en justitie (hervormde en andere erediensten). In 1852 werden (onder hetzelfde kabinet) het departement voor de hervormde en andere erediensten ondergebracht bij het ministerie van Financiën en het departement voor de katholieke eredienst bij het ministerie van justitie.  In 1853 werden onder het kabinet-Van Hall-Donker Curtius de ministeries heropgericht.
In 1862 werden beide ministeries onder het kabinet-Thorbecke II weer afgeschaft. De taken werden ondergebracht bij de ministeries van buitenlandse zaken (katholieke eredienst) en justitie (hervormde en andere erediensten), waar zij een aparte afdeling vormden. In 1868 werden beide ministeries van eredienst onder het kabinet-Van Zuylen van Nijevelt nogmaals heropgericht, waarna ze hetzelfde jaar nog onder het kabinet-Van Bosse-Fock definitief werden afgeschaft. Hierna werden de taken ondergebracht bij de ministeries van justitie (katholieke eredienst) en financiën (hervormde en andere erediensten), waar zij een aparte afdeling vormden. Vanaf 1871 werden onder het kabinet-Thorbecke III de twee afdelingen voor de erediensten samengevoegd tot één afdeling onder het ministerie van Justitie waarvan de administratie tot 1988 bij het ministerie van Financiën apart te herleiden viel. Het takenpakket valt nog steeds onder het ministerie van Justitie en Veiligheid, met uitzondering van het kabinet-Rutte I (2010-2012) toen het was ondergebracht bij het ministerie van Binnenlandse Zaken en Koninkrijksrelaties.

## Bewindslieden
- Zie: Lijst van Nederlandse ministers van Eredienst

Algemene Zaken (AZ) · 
Asiel en Migratie (A&M) · 
Binnenlandse Zaken en Koninkrijksrelaties (BZK) · 
Buitenlandse Zaken (BZ) ·
Defensie (Def) · 
Economische Zaken (EZ) · 
Financiën (Fin) · 
Infrastructuur en Waterstaat (I&W) · 
Justitie en Veiligheid (J&V) · 
Klimaat en Groene Groei (KGG) · 
Landbouw, Visserij, Voedselzekerheid en Natuur (LVVN) ·
Onderwijs, Cultuur en Wetenschap (OCW) · 
Sociale Zaken en Werkgelegenheid (SZW) · 
Volksgezondheid, Welzijn en Sport (VWS) · 
Volkshuisvesting en Ruimtelijke Ordening (VRO)

Voormalige ministeries:
Algemene Oorlogvoering van het Koninkrijk (AOK) ·
Arbeid, Handel en Nijverheid ·
 Binnenlandse Zaken en Landbouw ·
Cultuur, Recreatie en Maatschappelijk Werk (CRM) ·
Economische Zaken en Arbeid ·
Economische Zaken, Landbouw en Innovatie (EL&I) · 
Eredienst ·
Handel en Nijverheid ·
Handel, Nijverheid en Landbouw ·
Handel, Nijverheid en Scheepvaart ·
Infrastructuur en Milieu ·
Justitie (Just) ·
Koloniën, later Overzeese Gebiedsdelen ·
Landbouw, Natuurbeheer en Visserij ·
Landbouw, Nijverheid en Handel ·
Landbouw en Visserij ·
Landbouw, Visserij en Voedselvoorziening ·
Maatschappelijk Werk ·
Marine ·
Oorlog ·
Onderwijs en Wetenschappen ·
 Onderwijs, Kunsten en Wetenschappen ·
Openbare Werken ·
Openbare Werken en Wederopbouw ·
Sociale Zaken en Volksgezondheid ·
Verkeer ·
Verkeer en Energie ·
Verkeer en Waterstaat (V&W) · 
Volksgezondheid en Milieuhygiëne ·
Volkshuisvesting en Bouwnijverheid ·
Volkshuisvesting, Ruimtelijke Ordening en Milieubeheer (VROM) ·
Waterstaat ·
Waterstaat, Handel en Nijverheid ·
Wederopbouw en Volkshuisvesting ·
Welzijn, Volksgezondheid en Cultuur (WVC)